# 井門富二夫
井門 富二夫（いかど ふじお、1924年10月2日 - 2016年3月29日）は、日本の宗教学者。筑波大学名誉教授。桜美林大学名誉教授。元日本宗教学会会長。専攻は宗教社会学、比較文化論。

## 経歴
1924年、滋賀県大津市生まれ。東京大学文学部で学び、1949年に卒業論文「十八世紀における福音主義教団の展開―教団近代化の様相」を提出して卒業した。シカゴ大学大学院に留学（フルブライト奨学生）。
帰国後は文部省に勤務した。東京大学講師を経て、津田塾大学教授となる。筑波大学教授となり、哲学・思想学系地域研究科長をつとめた。筑波大学を定年退官し、名誉教授となった。その後は桜美林大学初代国際学部長に就任。愛知学院大学でも客員教授をつとめた。
学界では日本宗教学会に属し、文部省大学設置基準委員会においては津田塾大学、筑波大学、放送大学等のマスタープランの作成に参加。

## 受賞・栄典
- 1962年：姉崎記念賞
- 勲三等瑞宝章。

## 家族・親族
- 義父：細谷雄二は生理学者。大阪市立大学名誉教授。

## 書籍

### 著書
- 『市民の大学』東京大学出版会 1971年
- 『世俗社会の宗教』日本基督教団出版局 1972年
- 『日本文化の宗教的背景 日本人のアイデンティティの模索』日本国際教育協会 1973年
- 『神殺しの時代』日本経済新聞社 1974年
- 『大学のカリキュラム』玉川大学出版部 1985年
- 『大学のカリキュラムと学際化』玉川大学出版部 1991年
- 『比較文化序説 宗教と文化 』玉川大学出版部 1991年
- 『カルトの諸相  キリスト教の場合』岩波書店 1997年

### 編書
- 『アメリカの宗教伝統と文化』 大明堂 1992年
- 『アメリカの宗教  多民族社会の世界観』 弘文堂 1992年
- 『占領と日本宗教』 未來社 1993年

### 訳書
- タルコット・パーソンズ著『近代社会の体系 （現代社会学入門）』 至誠堂 1980年
- ジョゼフ・M・キタガワ著『東洋の宗教 近代化をめぐる苦しみ』 未來社 1981年